# Jörn Rau
Jörn Rau (* 29. August 1922 in Wesermünde-Lehe; † 11. September 2007 in Hamburg) war ein deutscher Architekt, der in Hamburg und in Mecklenburg wirkte.

## Leben und Werk

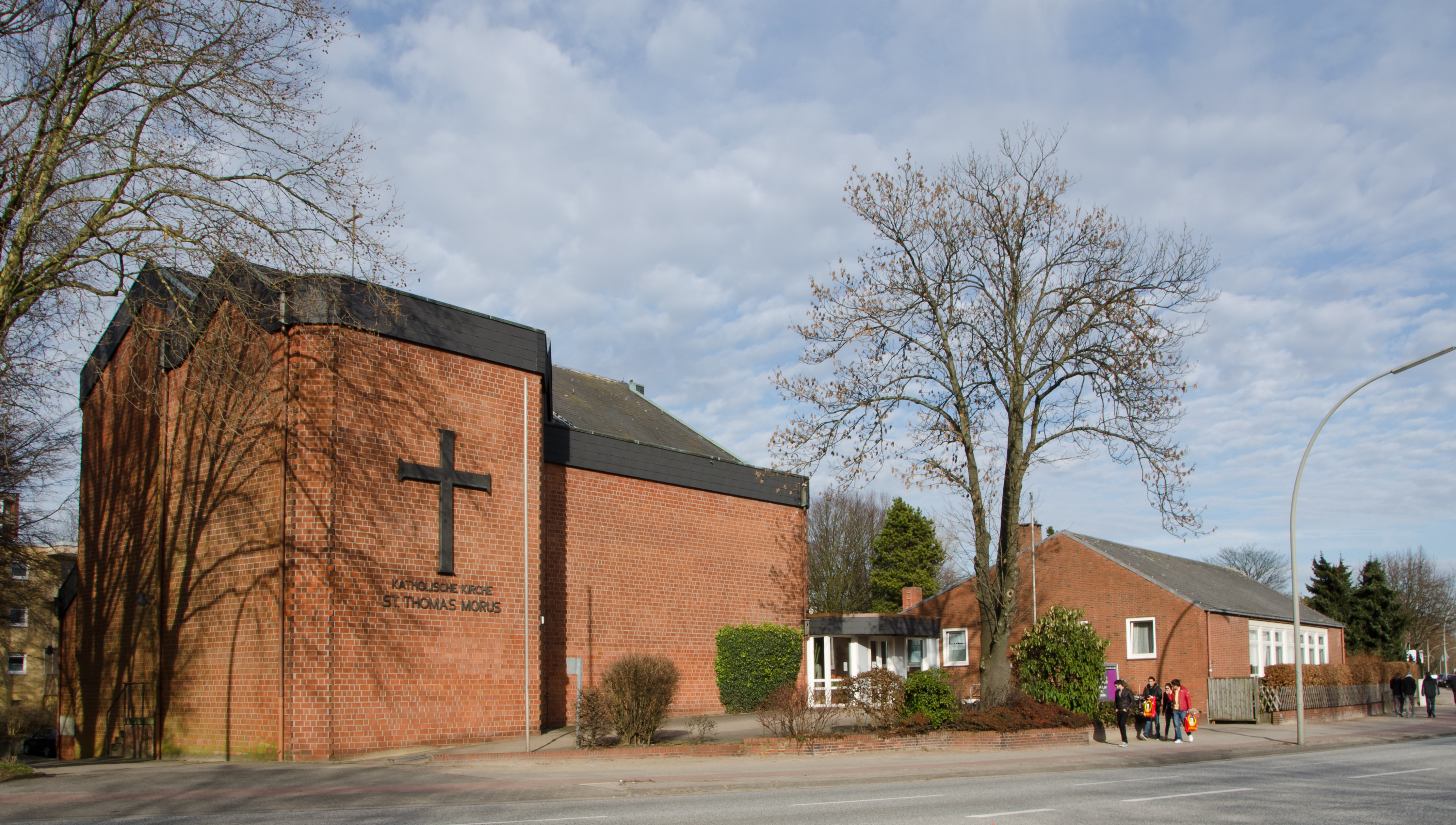
Kirche St. Thomas Morus in Hamburg-Stellingen

Jörn Rau wurde 1922 als Sohn des Studienrates Karl Rau in Wesermünde-Lehe geboren. Als Kleinkind erkrankte Jörn Rau an Polio, sein rechtes Bein blieb in Folge der Krankheit gelähmt. Ab 1928 besuchte er die Volksschule in Cuxhaven-Ritzebüttel, nach dem Umzug der Familie nach Hamburg dann ab 1930 die Freie-Goethe-Schule in Hamburg-Wandsbek. 1939 begann er eine Tischlerlehre in Hamburg, die er im 2. und 3. Lehrjahr in der Meisterklasse für Tischler an der Hochschule für bildende Kunst am Lerchenfeld fortsetzte. 1942 legte er die Gesellenprüfung ab und nahm ein Studium an der Bauschule in Hamburg und in Hildesheim auf. 1945 legte er die Abschlussprüfung zum Bauingenieur ab.
Von 1946 an arbeitete Rau für zehn Jahre als angestellter Architekt im Büro von Carl-Friedrich Fischer und Godber Nissen, wo er an zahlreichen Möbelentwürfen mitwirkte. 1956 machte er sich selbständig. Von 1962 bis 1971 ging er eine Partnerschaft mit Walter Bunsmann und später mit Paul-Gerhard Scharf ein. Ab 1971 führte Rau das Büro in der Hamburger Johnsallee allein weiter. 1979 ging er eine Partnerschaft mit Heinrich Blessmann ein. Zusammen mit Heidi Hövermann gründete er ein Büro in der Hamburger Hochallee, im selben Jahr eine Arbeitsgemeinschaft mit dem Architekten Peter Andrees in Plau am See in Mecklenburg. 
Im Jahr 2001 ging Rau in den Ruhestand. Als seine wichtigsten Projekte bezeichnete er im Rückblick die Politische Akademie Biggesee, die das größte Projekt seiner Laufbahn war, dazu die Kirche Thomas Morus in Hamburg und einige Einfamilienhäuser.
Jörn Rau starb am 11. September 2007 wenige Tage nach Vollendung seines 85. Lebensjahres in Hamburg.

### Bauten in Hamburg (Auswahl)
- 1964–1965: Heilig-Kreuz-Kirche in Hamburg-Volksdorf, zusammen mit Walter Bunsmann
- 1964–1966: Dominikanerkloster St. Johannis in Hamburg-Barmbek-Süd
- 1969–1971: Neubau der St.-Jakobus-Kirche in Hamburg-Lurup zusammen mit Walter Bunsmann und Paul Gerhard Scharf
- 1971: Wiederherstellung der ursprünglichen, barocken Gestaltung der katholischen Kirche St. Joseph in St. Pauli
- 1972–1973: Neubau eines Gemeindehauses für die evangelische Kirche St. Martinus in Hamburg-Eppendorf
- 1980: 1. Preis zusammen mit der Bildhauerin Maria Pirwitz für die Gedenkstätte Hommage an Brahms vor der Laeiszhalle
- 1981: Neubau der katholischen Kirche Thomas Morus in Hamburg-Stellingen

### Bauten an anderen Orten (Auswahl)

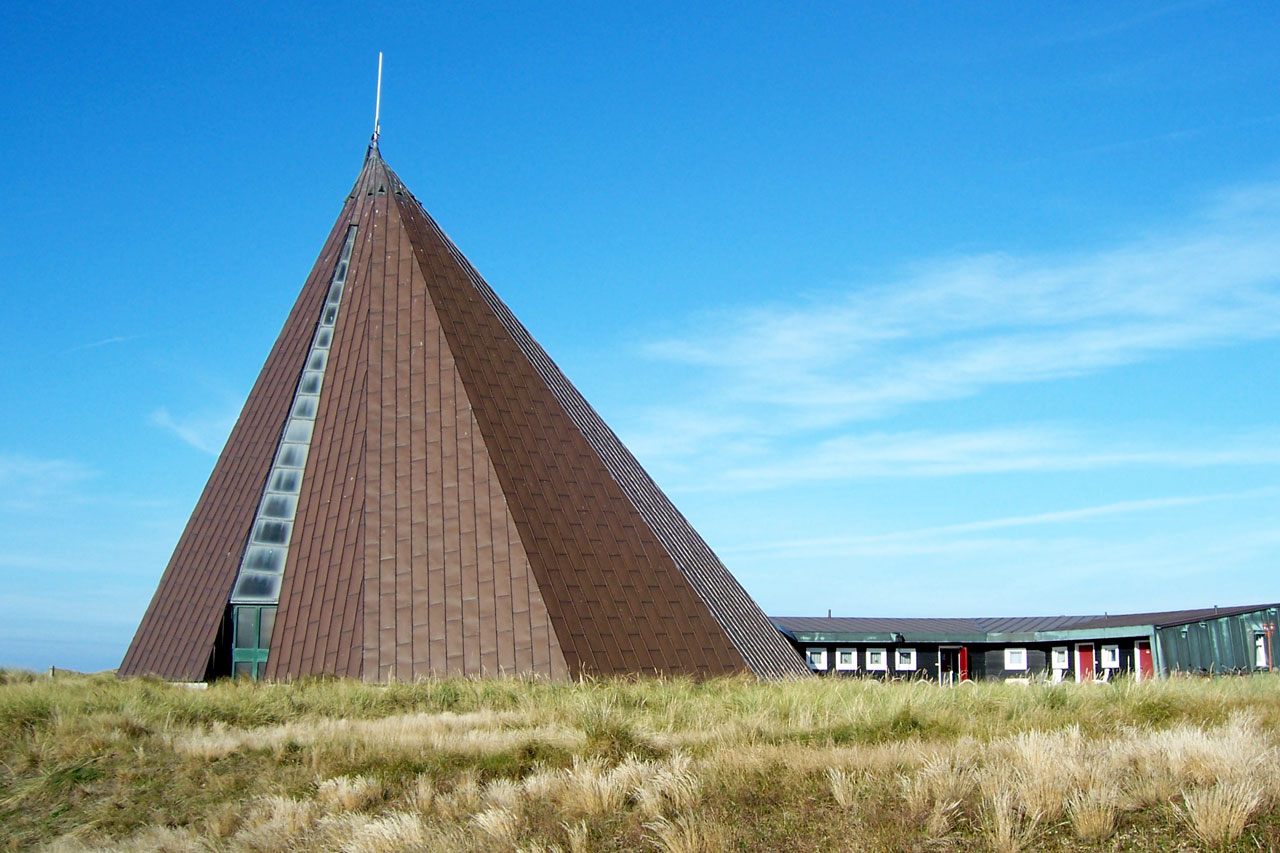
St. Peter auf Spiekeroog

- 1967: Restaurierung des Dominikanerklosters in Berlin-Moabit
- 1970: katholische Kirche St. Peter auf Spiekeroog[2]
- 1975–1981 Entwurf und Ausführung der Akademie Biggesee in Attendorn im Sauerland, ein Erwachsenen-Bildungshaus in privater Trägerschaft
- ab 1991: Zahlreiche Bebauungspläne für Plau am See, daneben Sanierungen und Neubauten in der Umgebung
- 1996: Beleuchtungskonzept für den Kirchenraum und Leuchten für die Barlach-Kapelle („Der Schwebende“) im Güstrower Dom